# Скелетон на зимових Олімпійських іграх 2022
Змагання зі скелетону на зимових Олімпійських іграх 2022 тривали з 10 до 12 лютого в Санно-бобслейному центрі Сяохайто в районі Яньцін (КНР). Розіграно 2 комплекти нагород.

## Кваліфікація
Загалом на змагання скелетоністів МОК виділив 50 квотних місць (по 25 чоловікам та жінкам). У липні 2018 року МОК забрав 5 квотних місць у чоловіків і віддав їх жінкам задля досягнення гендерної рівності.

## Розклад змагань
Вказано місцевий час (UTC+8).
| Дата      | Час   | Дисципліна                       |
| --------- | ----- | -------------------------------- |
| 10 лютого | 09:30 | 1-й і 2-й заїзди серед чоловіків |
| 11 лютого | 09:30 | 1-й і 2-й заїзди серед жінок     |
| 11 лютого | 20:20 | 3-й і 4-й заїзди серед чоловіків |
| 12 лютого | 20:20 | 3-й і 4-й заїзди серед жінок     |

## Чемпіони та призери

### Таблиця медалей
*   Країна-господарка (Китай)
| Місце              | Країна             | Золото | Срібло | Бронза | Загалом |
| ------------------ | ------------------ | ------ | ------ | ------ | ------- |
| 1                  | Німеччина          | 2      | 1      | 0      | 3       |
| 2                  | Австралія          | 0      | 1      | 0      | 1       |
| 3                  | Китай*             | 0      | 0      | 1      | 1       |
| 3                  | Нідерланди         | 0      | 0      | 1      | 1       |
| Загалом (4 збірні) | Загалом (4 збірні) | 2      | 2      | 2      | 6       |

### Медалісти
| Дисципліна | Золото                        | Золото  | Срібло                       | Срібло  | Бронза                    | Бронза  |
| ---------- | ----------------------------- | ------- | ---------------------------- | ------- | ------------------------- | ------- |
| Чоловіки   | Крістофер Гротгер · Німеччина | 4:01.44 | Аксель Юнг · Німеччина       | 4:01.67 | Янь Веньган · Китай       | 4:01.77 |
|            |                               |         |                              |         |                           |         |
| Жінки      | Ганна Найзе · Німеччина       | 4:07.62 | Жаклін Нарракотт · Австралія | 4:08.24 | Кімберлі Бос · Нідерланди | 4:08.46 |

## Країни-учасниці
Загалом у змаганнях взяли участь 50 спортсменів з 21-єї країни (зокрема представники Олімпійського комітету Росії, що їх МОК позначив як ROC). Американське Самоа, Пуерто-Рико і Віргінські Острови дебютуватимуть в цьому виді програми.
Числом у дужках позначено кількість спортсменів від кожної країни.
- Американське Самоа (1)
- Австралія (2)
- Австрія (3)
- Бельгія (1)
- Бразилія (1)
- Канада (3)
- Китай (4)
- Чехія (1)
- Німеччина (6)
- Велика Британія (4)
- Італія (3)
- Латвія (3)
- Нідерланди (1)
- Пуерто-Рико (1)
- Олімпійський комітет Росії (6)
- Південна Корея (3)
- Іспанія (1)
- Швейцарія (1)
- Україна (1)
- США (3)
- Віргінські Острови (1)